# N-［2-(1-哌嗪基)乙基］乙二胺
N-[2-(1-哌嗪基)乙基]乙二胺是一种有机化合物，化学式为C8H20N4。它可在N-羟乙基乙二胺的催化加氢反应中作为副产物生成，或由N-[2-(1-哌嗪基)乙基]乙二胺四盐酸盐和氢氧化钠反应得到。